# Церква Воздвиження Чесного Животворного Хреста (Городилів)
Церква Воздвиження Чесного Животворного Хреста — мурований храм у селі Городилів, Золочівського району, Львівської області, зведений 1867 року, таку дату засвідчують шематизми.Пам'ятка архітектури місцевого значення № 1441-М, навпроти церкви знаходиться мурована дзвіниця XIX ст., пам'ятка архітектури місцевого значення № 1442-М.

## Стара церква
Дерев'яну церкву тут було зведено у 1705 році (згідно протоколу генеральної візитації парафії, підписаної 3 грудня 1762 року, генеральним митрополичим візитатором о. Миколою Шадурським). Дерев'яна церква згоріла у 1761 році. З неї нічого не врятували, окрім трьох книг. З чотирьох поплавлених дзвонів наново було вилито два — один великий, другий малий. Також на час візитації в церкві вже було два єпітрахілі і один стихар, два малі дзвоники. Також церкві належали 29 земельних ділянок.
Церкву відбудували за о. Теодора Маркевича через рік після пожежі, а у 1805 році вона була оцінена у 79 ринських, а новозбудована дерев'яна дзвіниця у 29 ринських. В той час дерев'яна тридільна церква стояла при південно-східній границі села, орієнтована святилищем на північ. Капеланська резиденція знаходилась на межі з цвинтарем південніше. Сам храм із дерев'яними традиційно квадратною у плані дзвіницею та службовим будинком, разом із подвір'ям, станом на 1848 рік, займав площу 295 кв. сажнів, рілля та город відповідно 746 та 228 кв. сажнів, разом 1269 кв. сажнів.

### Парафія
Достеменно не відомо, з якого часу веде свою історію українська парафія Городилова. У «Списку галицьких парохій XII–XVI cт.» така не згадується. Але вже у 1701 році згадується про парафію Воздвиження, як ту, яка перейшли у послух святій Римській Церкві разом зі своїм архипастирем Йосифом Шумлянським. Цей документ віднайшов в архіві Ватикану професор історії польського Білостоцького університету доктор Антоній Миронович. Городилів був окремою парафією і належав до Білокам′янецького деканату Львівської єпархії, окрім років 1765–1772 коли був приєднаний до Золочівського церковного намісництва. За даними першого галицького церковного шематизму 1765 року парохія Городилів налічувала 160 осіб здатних до сповіді і 68 нездатних, тобто діти до 7 років. До Білокам′янецького деканату парохія належала до 1842 року. В 1843 році Жуличі з Городиловом належать до Золочівського деканату.

### Священики
Найстаріші документи, за якими можна дізнатись імена священників Городилова, є протокол візитації 1762 року та документи Галицької фінансової прокураторії. Згідно останніх, станом на 1754 рік парохом Городилова був о. Євстахій Негребецький.
У 1758 році парохом Городилова став о. Теодор Маркевич, який був висвячений єпископом Левом Шептицьким 12 квітня 1758 року. 1758 року Теодор Маркевич отримав рекомендацію у Жовкві, від воєводи віленського, Михайла Казимира Радзивілла на посаду священика. Спочатку між громадою, церковнослужителями та парохом були конфлікти, та за якийсь час стосунки покращилися. Помер Теодор Маркевич у Городилові перед 1783 роком.
На початку 1783 року парохом Городилова стає Семен Шашкевич, дід Маркіяна Шашкевича. Семен Шашкевич одружився з дочкою Теодора Маркевича Маріанною, висвятився та став на місце померлого тестя. З лютого 1801 року став ще й парохом села Жуличі. Однак у 1806 році, коли він їде до Львова звітувати про справи парафії, йому забороняють виконувати душпастирські обов'язки на 8 років, аж поки не скерували на вакантну посаду у село Ясенівці де він пробув аж до смерті 15 жовтня 1828 року. Ще за життя немічного батька обов'язки пастиря в Ясенівцях, Княжому та Заліссі виконував його син о. Семен — батько Маркіяна Шашкевича.
В цей же час городилівська парафія стає дочірньою, а парохіяльним осідком стають Жуличі.
З часу відсторонення о. Семена Шашкевича від обов'язків пароха Городилова та Жулич його місце до 1835 року посідає о. Іоан Климкевич, який до цього з 1832 по 1835 був деканом білокам′янецьким. Після його смерті парохія Жуличі стала капеланією.
У 1835 році головою парафії був о. Андрій П'ясецький, 1800 року народження, висвячений на пресвітера у 1829 році. Та вже у 1836 році звідси переходить на парафію до Скваряви, де пробув до смерті 1868 року.
З березня 1836 року адміністратором був о. Корнелій Климкевич — син Іоана Климкевича. Народився 1807 року, висвячений був у 1835 році. 1843 року Жулич він перебрався до Перепельник Зборівського деканату, де і помер 1868.
З листопада 1843 по травень 1848 року адміністратором був о. Максиміліан Комарницький, 1817 року народження, 1843 року висвячення. Помер молодим від тифу в Жуличах 8 травня 1848 року.
З квітня 1848 до грудня 1849 року завідателем служив о. Йосиф Левицький, парох села Почапи.
з 1849 по лютий 1871 року, парафію очолював о. Михаїл Захаріясевич, 1818 року народження, священиком став у 1846 році. Був помічником пароха у Сасові. Перший рік у Жуличах він був адміністратором, а наступні роки — капеланом.

## Мурована церква
При о. Захаріясевичу в 1867 р. було збудовано збудовано теперішню муровану церкву площею 126 м² на північній окраїні села. Таку дату ж подають шематизми 1931, 1932, 1935 років. Дату 1867–1869 подає й о. Дмитро Блажейовський. В окремих документах датою спорудження церкви стоїть 1858 або 1873 роки. Також є версія, що храм збудовано 1811 року, про те цьому суперечать деякі факти, такі як те, що в храмі находяться портрети засновників церкви Антонія Ганьошина та Герасима Сембая, які фінансували будівництво храму, самі ж замовники будівництва народились 1817 та 1822 роках відповідно, що робить не можливим їх фінансування будівництва церкви у 1811 році. Незважаючи на це, найбільше документальних свідчень є за 1867 рік. Імовірно, що 1867 року у церкві вже відправлялося, а в 1868 її було освячено митрополитом Спиритоном Литвиновичем. Ним же було освячено і підписано антимінс для церкви села Городилів 4 лютого 1868 року. Роботи ззовні були закінчені наступного року. Розпис церкви виконано у 1875 році. На східній стіні апсиди було зроблено напис кирилицею : 
«Дом сєй созданъ 1868 изряднійшим тщанієм церкви провізоровъ Антонія Ганьошина і Герасима Сембая; поощреніємъ же містного Попа Михаїла Захаріясєвича»
Ще в кінці XIX ст. напис заховався за запрестольним образом, так що про нього мало кому відомо. Тому дата 1811, висічена на фронтоні церкви, очевидно, після останньої війни, є помилковою. Також у багатьох віртуальних каталогах пам'яток архітектури церква помилково датується XX століттям, дата ж побудови дзвіниці вказана правильно — XIX ст. Таким чином церква в Городилові є однією з найстаріших кам'яних церков у селах району. Церкву було освячено на Зелені свята, тим самим було започатковано другий празник. Храм збудовано у терезіанському стилі, що проіснував у Галичині майже до кінця XIX ст. Була сильно пошкоджена під час Першої світової війни.
До Першої світової війни в Городилові літургія служилася що другу неділю, а в війну майже не пропускали богослужінь, після війни упускали кожне третє богослужіння.
Після Другої світової війни церква трохи постраждала: була пробита частина північної стіни.
Празників було два, на Воздвиження Чесного Христа і на Зішестя Святого Духа. Сьогодні залишився тільки один празник, хоч другий справляли ще до 2002 року.

### Священики
Священник Михаїл Захаріясевич був першим у Городилові після тривалої перерви, що знов робив записи в метричних книгах українською мовою. Був серед членів товариства Галицько-Руська Матиця. Коли у Львові на пожертви будувалися Преображенська церква та Народний дім, свій внесок вніс і о. Михаїл — 5 золотих ринських. 11 лютого 1871 році Михаїл Захаріясевич помирає, похований на жулицькому цвинтарі.
Потім рік адміністратором був о. Михаїл Глібовицький, 1827 року народження. З Жулич він переписався адміністратором у село Бужок, де також пробув один рік, а потім був 25 років парохом села Рівня Калуського деканату.
З 1872 року капеланом стає священник Николай Пачовський. Він народився у 1839 році в селі Бродки в родині о. Іоана Пачовського та Кароліни Кучинської. За часів о. Николая у Жуличах 7 листопада 1874 року, був встановлений перший на Галичині пам'ятник Тверезості. Після війни пам'ятник було зруйновано, його первісний вигляд втрачено. Відновлений сільськими жителями 1992 року. Згідно метричних книг помер священник 3 січня 1891 року, на могилі ж дата смерті зазначена 24 грудня 1890 року, похований у Жуличах. Ще за життя о. Николая через важку хворобу, спочатку його підміняли священики з Ушні, Почапів, а коли виявилося, що ця хвороба на довго, то призначили о. Григорія Комарянського, який після смерті пароха ще цілий рік був адміністратором.
У 1892 році парохом став Юстин Гаврисевич. Він народився 24 травня 1863 року в родині священика Стефана Гаврисевича і Юлії у Білому Камені.
У 1906–1907 роках адміністратором парафії був о. Йосиф Филипович.
У 1907 році парохом Жулич і Городилова стає о. Володимир Лешньовський, 1870 року народження, висвячений на священика у 26-річному віці. До цього часу був помічником пароха на кількох парафіях у Пустомитах, Лисятичі, Тернополі. Помер 23 жовтня 1932 року, похований в Жуличах.
Наступні роки 1933–1944 парафію очолював о. Василій Кедринський. Він народився 12 вересня 1894 року в селі Гута у багатодітній селянській родині. Таїнство священства прийняв у 27-річному віці. У 1944 році о. Кедринський перенісся на парафію в село Дмитрів.
З літа 1944 року в Жуличах, а відтак і в Городилові пароха не було. Останній метричний запис в Городилові о. Кедринський зробив 26 травня. Коли німці відступали у липні 1944 року, одні села постраждали більше, інші — менше. Сасів був знищений на 80%. Тож парох Сасова о. Володимир Лиско оселився в Жуличах, де церква і плебанія залишилися неушкодженими. Він став відправляти в Жуличах і в Сасові в приміщені костелу. До Жулич на богослужіння приходили й люди із Городилова. Перед зимою 1946 року, о. Володимир перебрався до Сасова, але в Жуличах відправляв аж до жовтня 1948 року, коли його заарештували. Після нього в Городилові відправля о. Петро Штурмай аж до 1961 року.

### Закриття храму
Городилівську парафію було знято з реєстрації рішенням ради по справах релігії при Раді міністрів СРСР від 26 жовтня 1961 року. В цьому ж році рішенням облвиконкому № 702 храм було призначено формально під клуб, а фактично — під склад. Але до цього не дійшло. Храм було закрито і двері його були зачинені 28 років. Хоча у 1988 році храм був ще зачинений, та у серпні цього року, громада села провела ремонтні роботи з заміни покрівлі даху. Також після закриття церкви позолочена чаша та монстранція були передані до Вознесенської церкви в Золочів, яких назад повернути не вдалось.

### Відродження
Храм було відчинено на Зелені свята 1989 року, але лише 10 серпня церкву було передано громаді. Соборну літургію очолив о. Володимир Легкий. Одразу по відкритті служив о. Ярослав Домінський. З початку серпня 1989 року служив о. Василь Саган, який очолював тут православну парафію шість років. Після відкриття храму також почалися її реставраційні роботи.
Навесні 1990 року відбувся поділ громади на дві: православну та греко-католицьку. Щоб уникнути загострення міжконфесійної ворожнечі, обидві сторони дійшли до компромісного рішення. Городилів став першим селом в районі, де запроваджено почерговість богослужінь. Зранку відправляють православні, а греко-католики — після них. Всі платежі по утриманню церкви громади сплачують порівну. 12 серпня 1990 року у церкві почали відправляти греко-католицькі священики. Рішенням виконкому Львівської обласної ради № 430 від 20 серпня 1991 року було зареєстровано статути релігійних громад УАПЦ і УГКЦ. 10 квітня 1992 року між громадами укладено нову угоду про спільне користування храмом, іншими спорудами та храмовим майном.

### УГКЦ
На початку 1990-х років греку-католицьку громаду обслуговували отці ЧСВВ, зокрема:
- о. Миколай Сліпець
- о. Ісидор Гончар
- о. Юстин Миздка
- о. Інокентій Вишинський

З 1994-го по грудень 1999 року громаду очолював о. Василь Мельничук. Відтак його змінив о. Федір Романишин, який пробув тут до липня 2001 року. Наступні три роки адміністратором громади був о. Ярослав Малий. З липня 2004 року на парафію обслуговував о. Юрій Лісновський.

### ПЦУ
З часу відкриття церкви у 1989 році по 1995 рік православною громадою опікувався о. Василь Саган. З серпня 1995 по вересень 1996 завідателем православної парафії був о. Ярослав Савчук 1932 року народження. З листопада 1996 року парафію УАПЦ очолює о. Юрій Юречко.

## Дзвіниця
Дзвіницю було зведено у 1894 році. До того часу стояла дерев'яна дзвіниця, котру в цьому році розібрали. Під час Другої світової війни, громада зняла дзвони та заховала до кращих часів. Після німецької окупації перший дзвін під іменем «Андрей» повісили на своє місце. Другий та третій дзвін віднайти так і не вдалося, а найменший дзвін німці таки забрали. Зараз на дзвіниці лише один дзвін, напис на якому гласить:
«1927 року Божого сей дзвін сооружила громада Городилів біля Золочева. Відливарня дзвонів Якова Супранівського. Соколівка коло Ожидова»

## Церковні ктитори
Городилівська церква є унікальною тим, що у ній збереглися прижиттєві портрети ктиторів, тобто засновників церкви, виконані олією на полотні наприкінці XIX ст. Колись вони висіли у вівтарі на тильній стороні іконостасу. Під час закриття церкви у 1961 році, вони перебували у музеї. Тепер портрети знаходяться в захристії. У 2011 році їх було відреставровано, виконану роботу громади оплатили порівну. Засновниками церкви були двоє місцевих жителів:
- Антоні Ганьошин — народився 1 лютого 1817 року в Городилові, в будинку № 31 в сім'ї рільників Косця Ганьошина та Анастасії Юрцанової. Був одружений з Анастасією Мостенець. Помер 20 квітня 1895 року.
- Герасим Сембай — народився 14 березня 1822 року в Городилові, в будинку № 10 в сім'ї рільників Теодора Сембая та Пелагії Галатин. Одружений із Мартою Байтан. Дата смерті не відома.